# Trichotosia phaeotricha
Trichotosia phaeotricha är en orkidéart som först beskrevs av Rudolf Schlechter, och fick sitt nu gällande namn av Friedrich Fritz Wilhelm Ludwig Kraenzlin. Trichotosia phaeotricha ingår i släktet Trichotosia och familjen orkidéer. Inga underarter finns listade i Catalogue of Life.